# Museo archeologico nazionale di Aquileia
Il Museo archeologico nazionale di Aquileia (UD) inaugurato nel 1882, è uno dei maggiori musei al mondo sulla Civiltà romana. La sede espositiva si trova presso la villa Cassis Faraone e comprende importanti collezioni, statue, suppellettili domestiche e ornamentali, gemme, ambre e monete. Di grande rilevanza è anche la galleria lapidaria e la notevole quantità e qualità dei mosaici pavimentali.

## Storia
Il primo nucleo della collezione museale fu la raccolta settecentesca di reperti del canonico Gian Domenico Bertoli. 
Nel 1807 fu allestito un primo museo pubblico nel battistero antistante la Basilica di Aquileia.
Il 3 agosto 1882 venne inaugurato dalle autorità austriache l'Imperial Regio Museo dello Stato all'interno della villa Cassis Faraone.Attorno al giardino di Villa Cassis Faraone furono costruiti nel 1898 i porticati che accolsero numerosi reperti lapidei confluiti nel museo soprattutto con l'acquisizione della raccolta del Bertoli e con lo smontaggio della cosiddetta Stalla Moschettini.
Il museo è stato nuovamente riordinato nel 1954-1955 e dal 2016 sono in corso nuovi lavori di ristrutturazione e riallestimento che interessano anche i depositi esterni.

## I direttori
Tra i suoi direttori storici, Mihovil Abramić (che seguì la transizione di giurisdizione tra Austria e Italia), Enrico Maionica, Giovanni Battista Brusin e Luisa Bertacchi. L'attuale direttrice è Marta Novello.

## Allestimento
Il museo racconta la storia di Aquileia, una delle più importanti città romane dell'Italia Settentrionale e grande porto del Mediterraneo, attraverso i reperti archeologici scoperti durante i numerosi scavi condotti nel sito. Dal 2016 il complesso museale è oggetto di un importante intervento di ristrutturazione e di riallestimento. Attualmente (giugno 2023) sono in corso i lavori per la riapertura al pubblico dei depositi museali e delle gallerie lapidarie.
Il percorso espositivo del museo inizia al piano terra con un inquadramento generale sulla storia di Aquileia (sezione 1) e si snoda poi in otto sezioni tematiche che approfondiscono la storia del museo (sezione 2) gli spazi della vita pubblica (sezione 3) e privata (sezione 5) della città, le sue necropoli (sezione 4), l’economia e le attività produttive (sezione 7) e le manifestazioni del lusso e della ricchezza (sezione 8).

### Sezione 1 - Aquileia. La città e il territorio
Nella prima sala al piano terra sono esposti i reperti riguardanti la fondazione della città e il quadro geografico in cui la città è sorta. 
Il primo manufatto è un rilievo in marmo, noto come sulcus primigenius, sui cui è raffigurata la scena della fondazione della città. La colonia di Aquileia fu fondata nel 181 a.C. per decisione del Senato di Roma, con la partecipazione dei magistrati Publio Cornelio Scipione Nasica, Gaio Flaminio e Lucio Manlio Acidino Fulviano (ricordato nell’iscrizione presente in sala), nel quadro della politica di espansione dello Stato verso l’Italia Settentrionale, le Alpi e le regioni balcaniche.
Il racconto della città si arricchisce con la testimonianza narrata nell’ara con il rilievo di Roma e Aquileia, che racconta l’episodio dell’assedio di Massimino il Trace nel 238 d.C.
Una grande mappa rappresenta la città romana: fin dalla sua fondazione, Aquileia fu dotata di un impianto urbano regolare e da mura di difesa. La sua forma fu condizionata dalla presenza di un’ansa dell'antico fiume Natiso cum Turro (Natissa), che lambiva il centro urbano a est e a sud.

### Sezione 2 - Gli scavi, gli studi e il museo
La seconda sala al piano terra racconta la storia del museo nel corso degli anni e ripercorre le vicende dei personaggi che si sono dedicati alla tutela del sito archeologico. Il primo nucleo del Museo di Aquileia si deve all’attività del collezionista e studioso delle antichità aquileiesi Gian Domenico Bertoli, che nel '700 raccolse numerosi reperti nella sua casa (visibile ancora oggi in via Patriarca Poppone).                                                                                                                                                                                            Nel 1807 fu creato il primo museo pubblico, il Museo Eugeniano, allestito per breve tempo nel battistero della basilica. 
Il 3 agosto 1882 ebbe luogo l'inaugurazione dell'Imperial Regio Museo dello Stato asburgico nella villa Cassis Faraone (sede attuale del museo), alla presenza dell'arciduca d'Austria Carlo Ludovico. Per l'allestimento del museo fu adottato un criterio espositivo di tipo antiquario, suddiviso in classi di materiali: iscrizioni, opere di scultura e oggetti minuti.                                                                                                                                                                                                                                                                              Il primo direttore del museo fu Enrico Maionica, che si impegnò a lungo nel creare un'istituzione che acquisisse ed esponesse i reperti provenienti dagli scavi per evitarne la dispersione. 
Il museo passò all’amministrazione dello Stato italiano dopo la prima guerra mondiale. Nel 1922 divenne direttore del museo l'archeologo Giovanni Battista Brusin, che guidò l’istituzione fino al secondo dopoguerra.

### Sezione 3 - Spazio pubblico
La terza sezione intende raccontare attraverso i reperti (iscrizioni, frammenti architettonici, rilievi e sculture) i monumenti che ornavano gli spazi della vita pubblica ad Aquileia (foro, porto, circo, teatro).
I monumenti pubblici costituivano lo sfondo della vita politica, economica, religiosa e istituzionale della città. La loro realizzazione fu pianificata sin dalla fondazione della colonia seguendo stimoli che arrivavano dal potere centrale di Roma e con l’intervento dell'amministrazione civica e dei cittadini privati. 
Alla ricchezza e alla monumentalità dello spazio pubblico contribuiva in larga misura la decorazione scultorea: le statue di divinità, imperatori, creature mitologiche o cittadini eminenti decoravano gli edifici più importanti della vita pubblica. Un esempio sono i manufatti del gruppo dei Dodici dei: un gruppo di medaglioni in marmo dell’Asia Minore che raffigura divinità del pantheon romano (in esposizione da sinistra Vulcano, Mercurio, Giove, Marte, Minerva e la dea Roma).
Il foro, la piazza principale della città, era il complesso più antico di Aquileia, organizzato già dalla metà del II secolo a.C. Tra la fine del I secolo a.C. e i primi decenni del I secolo d.C. assunse l'assetto monumentale tuttora intuibile; l’attico sopra i porticati fu decorato con rilievi di Giove Ammone e Medusa (esposti nel museo), che rappresentavano le due parti dell'Impero, l'Oriente e l'Occidente, pacificate da Augusto in un unico Stato.

### Sezione 4 - Necropoli
Come in tutti i centri romani, le necropoli di Aquileia erano dislocate al di fuori dalle mura della città, lungo le principali vie di accesso. Il possesso di un monumento funerario lungo uno di questi assi viari costituiva uno strumento di esibizione del prestigio sociale della famiglia del defunto: statue, rilievi, strutture architettoniche e iscrizioni servivano a tramandarne la memoria.
Le urne in pietra, vetro, ceramica, piombo e persino alabastro esposte in sala testimoniano il rito della cremazione, in uso fino al II sec. d.C.
Uno dei reperti più rappresentativi di questa sezione è la statua del Navarca, scoperta in una località a qualche chilometro da Aquileia (Cavenzano). Si tratta di una statua ritratto, di dimensioni superiori al vero, realizzata in marmo e destinata ad ornare un grande monumento funerario. Il defunto è rappresentato in nudità eroica (come un eroe greco). La definizione di navarca deriva dal fatto che il monumento originario comprendeva anche la raffigurazione di una prua di nave. Questo elemento, insieme alla presenza della corazza e della spada, consente di interpretare il defunto come un importante ammiraglio che ha avuto un ruolo molto importante nelle numerose battaglie navali che hanno caratterizzato la fase di passaggio tra la fase repubblicana e quella imperiale della storia di Roma.

### Galleria dei ritratti
La galleria dei ritratti raccolta nello spazio delle scale accompagna il visitatore nel percorso museale verso il primo piano. Le teste, realizzate in marmo e in pietra locale, in origine facevano parte di busti o di statue a figura intera che decoravano lo spazio urbano, i monumenti funerari e le abitazioni dei ceti medio-alti.
Il ritratto più rappresentativo di questa galleria è un ritratto di anziano. Il volto maschile fu scolpito a tutto tondo per rappresentare il volto di un anziano dall'espressione severa. La scultura fu realizzata in calcare locale nel I secolo a.C. È un esempio dello stile realistico tipico dei ritratti realizzati soprattutto in periodo repubblicano (tra II e I sec. a.C.). La volontà del committente e l'intenzione dello scultore erano di riprodurre fedelmente l’aspetto del cittadino, in questo caso un pater familias ovvero il capofamiglia; egli ostentava con fierezza i segni dell’età avanzata che significava prestigio e fierezza nella civiltà romana dell’epoca.

### Sezione 5 - Domus e lo spazio privato
La quinta sezione del percorso espositivo si trova al primo piano ed è dedicata alle domus, cioè alle case degli abitanti di Aquileia. I reperti che introducono l'argomento sono tre mosaici pavimentali provenienti dal quartiere della città posto tra il foro e il porto fluviale (dove oggi si può visitare la domus di Tito Macro): la Nereide (Europa) su toro marino, il pavimento non spazzato (Asaroton oikos); il fiocco con tralci di vite. Questi mosaici furono realizzati ispirandosi ai modelli provenienti dall’area greco-orientale dell’Impero e sono una testimonianza dell’alto livello raggiunto dagli artigiani locali. 
Le grandi ville o le domus si articolavano attorno a giardini o a corti lastricate circondate da portici che avevano il compito di fornire luce ed aria ai diversi ambienti della casa. Qui trovavano posto statue, fontane e altre preziose decorazioni parietali come la statua di Venere in marmo o il mosaico in vetro e conchiglie che proviene da una villa scavata a sud di Aquileia.
Il rito del banchetto era una celebrazione particolarmente importante all’interno di ogni domus: suppellettili in ceramica o vetro, brocche, coppe e posate ornavano la tavola. I banchetti si svolgevano di pomeriggio o di sera in ampi spazi lussuosi, caratterizzati da pareti riccamente decorate da affreschi o intarsi marmorei e dall’eleganza degli arredi mobili. L’illuminazione era garantita dall’utilizzo di lucerne in ceramica e metallo, di cui è esposta un’ampia selezione.
Uno spazio dell'allestimento è dedicato alla selezione di manufatti utilizzati in cucina per la preparazione e la conservazione dei cibi: pentole, casseruole, piatti, contenitori, taglieri e coltelli in ceramica, vetro, pietra e metallo.

### Sezione 6 - Aquileia, porta del Mediterraneo
Il percorso continua al primo piano con la sesta sezione tematica, dedicata alla ricca economia di Aquileia e al suo inserimento nei traffici commerciali più importanti dell'epoca. Una grande mappa rappresenta le rotte dei commerci (marittimi e terrestri) che univano la città romana con tutto il Mediterraneo e con la parti più remote dell'Impero romano.
Grazie al ruolo di collegamento tra Mediterraneo ed Europa danubiana e renana, Aquileia divenne un emporio ricco e ampiamente frequentato. Il sistema portuale della città, posto all'estremità settentrionale del mar Adriatico, funzionò come centro di ridistribuzione di materie prime, derrate alimentari e manufatti artigianali, come dimostrato nell'immaginaria stiva di nave che raccoglie anfore di ogni parte del Mediterraneo, ceramiche da mensa africane ed orientali, oggetti in vetro, ambra, pietre dure semilavorate, marmi colorati e persino oggetti d'antiquariato provenienti dalla Grecia e dall’Egitto.
Le fonti letterarie e i ritrovamenti archeologici documentano la vivacità del centro portuale, caratterizzato dal movimento continuo di numerose persone che nel tempo trasformarono Aquileia in un centro economico, culturale e militare di primaria importanza.
Un reperto molto significativo per comprendere il carattere multietnico della città è la stele della mima Bassilla. Il rilievo funerario riporta il ritratto della defunta e un’iscrizione in lingua greca. La protagonista Bassilla fu una mima (attrice, ballerina) di origine greca che nel momento della sua morte si trovava in tournée ad Aquileia. L’epigrafe fu composta per lei in esametri greci dal capo della compagnia di attori con cui si esibiva.
Calzature, elmi, paramenti, armi e munizioni confermano l’importante funzione militare della città nella politica espansionistica di Roma.
Il carattere multiculturale di Aquileia si riscontra anche nei culti praticati in città e testimoniati dai reperti archeologici: divinità del Pantheon romano tradizionale accanto a numerose divinità di origine straniera come Iside e Serapide (Egitto greco-romano), Mitra (Persia), e Beleno (dio di origine celtica), fino alle religioni monoteiste dell'ebraismo e del cristianesimo.

### Sezione 7 - Attività produttive
La settima sezione del percorso è incentrata sulle numerose attività produttive legate al territorio, che insieme alle rotte commerciali alimentavano l'economia aquileiese. Le caratteristiche geografiche della regione diedero impulso allo sfruttamento agricolo intensivo, prevalentemente a produzione olearia e vitivinicola: ne sono testimonianza un coperchio di botte in legno, anfore vinarie e rilievi funerari con rappresentazioni di professioni.
La presenza di corsi d'acqua e di cave di argilla nella pianura friulana hanno favorito l'impianto di importanti industrie manifatturiere per la produzione di laterizi (tegole e mattoni bollati dai fabbricanti), vasellame (come quello invetriato prodotto nella fornace della vicina località di Carlino) e lucerne.
Un importante reperto di questa sezione è il mattone con ammonimento. Sulla sua superficie fu incisa con uno strumento appuntito, quando ancora l'argilla non era asciutta, la scritta in latino che recita “Attento tu! Perché se non avrai lisciato 600 mattoni, passerai un guaio!”; non sappiamo se la scritta voleva essere uno scherzo o una minaccia.
Tra le produzioni locali spicca l’attività dei vetrai: la materia prima era costituita da scarti di precedenti lavorazioni o da frantumi che venivano raccolti per essere riciclati. I metodi di fabbricazione variarono nel tempo: si passò dalla tecnica di modellazione su forma alla soffiatura libera e in stampo.
La quarta parte della sezione intende raccontare attraverso i reperti la lavorazione dei metalli che arrivavano ad Aquileia attraverso le rotte commerciali e che qui venivano lavorati dalle officine locali.
Un’importante testimonianza di questa attività lavorativa è la stele funeraria di un fabbro, che raffigura una scena di lavoro all'interno di una bottega. Al centro è presente il fabbro seduto che sta forgiando sull'incudine un elemento metallico con martello e tenaglia; alla sua sinistra è raffigurato forse il garzone di bottega mentre alimenta la fucina (raffigurata come un'edicola con tettuccio a doppio spiovente) soffiando aria con un mantice. Sulla destra sono rappresentati gli attrezzi prodotti nell’officina: una pinza, un martello, una lima ed una serratura.
Nella quinta e ultima parte della sezione sono presenti dei manufatti riguardanti un’altra importante manifattura locale: la lavorazione del marmo e del calcare di Aurisina (pietra cavata nel vicino Carso) per la produzione di sculture. Numerose sono le opere non finite esposte nella sala, che documentano la presenza di officine in città: è il caso del torso in marmo di statua virile che riporta ancora i puntoni utilizzati probabilmente in origine per trasportare la statua non finita dalla Grecia.

### Sezione 8 - Lusso e ricchezza
Il percorso espositivo prosegue al secondo piano nella sezione dedicata alle manifestazioni più significative di ostentazione di lusso e ricchezza.
Nella prima parte del percorso si trovano gli accessori per la cura personale: specchi, strigili per la detersione della pelle, contenitori per ungenti e profumi, oggetti per la toeletta.
Segue una selezione di monete della ricchissima collezione numismatica custodita dal museo, che comprende esemplari in oro, argento e bronzo databili tra il IV secolo a.C. al VI secolo d.C. La natura e la provenienza delle monete forniscono informazioni sulla circolazione dei beni e delle persone nel corso dei secoli ad Aquileia.
Nella terza parte della sezione si trovano i gioielli ritrovati nel sito archeologico di Aquileia. La varietà dei diversi materiali con cui i gioielli venivano realizzati testimoniano la diffusione degli oggetti d'ornamento a tutti i livelli della società aquileiese. In oro erano realizzati collane e catene, talvolta arricchite da pendenti di varia forma oppure ornate da perline, smeraldi o vetri colorati, bracciali, orecchini e anelli. Questi ultimi erano i gioelli più diffusi, decorati a incisione o con pietre dure, lisce o lavorate, sul castone. L'argento era il metallo considerato più prezioso dopo l'oro; se ne ricavavano anelli, bracciali, fibule e collari; con il bronzo erano realizzati soprattutto bracciali, portati da adulti e da bambini. Anche il vetro era altamente utilizzato per creare monili di varie forme e colori: anelli, bracciali e collane.
Un altro materiale con cui si realizzavano i gioielli era l'ambra. Materiale originario del Nord Europa, arrivava fin sulle coste Mediterranee grazie ad antichissimi percorsi commerciali iniziati già nella Preistoria. Nel corso della sua storia, Aquileia svolse un ruolo centrale nella lavorazione e nel commercio della resina fossile: lo confermano l'altissima qualità e quantità dei manufatti in ambra rinvenuti. Nelle officine aquileiesi il materiale naturale o i semilavorati erano trasformati in una molteplicità di oggetti. L'ambra era un materiale molto amato dagli antichi in quanto si credeva che avesse delle proprietà magiche in grado di curare diverse malattie e allontanare il malocchio.
Nella quarta e ultima parte del percorso all'ultimo piano troviamo la raccolta di gemme romane. Il museo vanta una raccolta eccezionale, formata da esemplari rinvenuti nel territorio della città. In età antica Aquileia fu uno dei principali centri di lavorazione di questi manufatti: le pietre dure non lavorate arrivavano via mare dall'Oriente o dai giacimenti europei. I prodotti finiti ripartivano poi alla volta dei principali mercati dell'Impero. I soggetti incisi sulle gemme erano scelti in base al gusto del proprietario o alle mode del momento.
La gemma con rappresentazione di Eros e Psiche è collocata nella vetrina dedicata alle divinità. È stata realizzata nel I sec. d.C. su un niccolo di forma ovale. Nella gemma sono rappresentati i protagonisti della favola che narra la storia di Amore (Eros) e Psiche. Psiche, divenuta amante del dio Eros, violò il divieto che le impediva di guardare il suo amato: durante la notte ne illuminò il voto con una fiaccola, ma inavvertitamente una goccia di olio bollente cadde sul dio che, svegliatosi, abbandonò la fanciulla. Dopo aver superato una serie di prove per essere perdonata, fu accolta tra gli dei. Nella gemma è raffigurato l'abbraccio dei due amanti: Amore, nudo, si distingue a destra per le grandi ali; Psiche, vestita di una lunga tunica, ha ali di farfalla.
Per visitare virtualmente la collezione di gemme esposte è possibile scaricare l'app Museo Nazionale Aquileia Gemme messa a disposizione gratuitamente dal museo.

### Gallerie esterne
Al momento le gallerie lapidarie e il giardino del museo non sono del tutto visitabili in quanto sono in corso gli interventi di ristrutturazione e riallestimento dei magazzini e delle gallerie lapidarie.